# Boende
Boende ist die Hauptstadt der Provinz Tshuapa, im südlichen Nordwesten der Demokratischen Republik Kongo. Sie befindet sich am Fluss Tshuapa östlich der Stadt Mbandaka. In Boende wird hauptsächlich die Nationalsprache Lingála gesprochen. Laut einer Kalkulation im Jahr 2010 betrug die Einwohnerzahl des Ortes 33.765.

## Verkehr
Die Stadt ist durch den nationalen Flughafen Boende an das Flugnetz des Landes angeschlossen, außerdem gibt es Fährverbindungen von Boende über Mbandaka zur Landeshauptstadt Kinshasa.